# 埃爾德雷德 (伊利諾伊州)
埃爾德雷德（英語：Eldred）是位於美國伊利諾伊州格林縣的一個村落。

## 地理
埃爾德雷德的座標為39°17′12″N 90°33′12″W / 39.28667°N 90.55333°W，而該地最高點為海拔高度136米（即446英尺）。

## 人口
根據2010年美國人口普查的數據，埃爾德雷德的面積為0.35平方千米，當中陸地面積為0.35平方千米，而水域面積為0.00平方千米。當地共有人口201人，而人口密度為每平方千米574人。